# آوندیل (مریلند)
آوندیل (به انگلیسی: Avondale) یک منطقهٔ مسکونی در ایالات متحده آمریکا است که در مریلند واقع شده‌است.